# Bracon pauloensis
Bracon pauloensis är en stekelart som beskrevs av Juan Brèthes 1927. Bracon pauloensis ingår i släktet Bracon och familjen bracksteklar. Inga underarter finns listade.